# يورغن دبليو. هانسن
يورغن دبليو. هانسن (بالدنماركية: Jørgen W. Hansen)‏ (15 سبتمبر 1925 بفريدريكسبرغ في الدنمارك - 17 يوليو 1969 في الدنمارك) هو مدرب كرة قدم ولاعب كرة قدم دانمركي في مركز الهجوم، شارك في الألعاب الأولمبية الصيفية 1952. وشارك مع منتخب الدنمارك لكرة القدم. أما مع النوادي، فقد لعب مع كوبنهاغن بولدكلوب.

## وصلات خارجية
- يورغن دبليو. هانسن على موقع الاتحاد الدولي (مؤرشف)  (الإنجليزية)
- يورغن دبليو. هانسن على موقع قاعدة بيانات كرة القدم.إي يو (الإنجليزية)
- يورغن دبليو. هانسن على موقع أوليمبيديا (الإنجليزية)